# 民间文学
民间文学（Folk Literature），又稱為俗文學，即主要透過民间口語流传的文学，故又稱口头文学，普通大众集体创作，非某个特定人创作的文学作品，有時又稱口傳文學。民间文学的主要形式有故事、神话、传说、格言、谚语、歇后语、笑话、戏曲、民歌等。民间文学价值在於，保存先民智慧，孕育文人文学，传承民族文化等。民间文学中打油诗、黄色故事和鬼故事是数量最多的三类。例如，中国四大民间传说等就是由口头文学慢慢成型的。

## 研究機構

### 臺灣
- 國立東華大學民間文學研究所（1998）[2]

### 中國
- 北京師範大學民間文學研究所（2015）[3]
- 中央民族大學民間文學研究所（2022）[4]

## 外部參考
- 口頭文學是相對於正統文學[永久]
- 《闖關東》竟然是一部口頭文學